# The Veer Union
The Veer Union — канадская рок-группа, образовавшаяся в 2004 году и выпустившая 6 студийных альбомов.

## История
Группа была основана в 2004 году Криспином Ирлом и Эриком Шраедером. После тура с группами Hinder, Theory of a Deadman, Seether и Black Stone Cherry подписала контракт с Universal Motown Records.
21 апреля 2009 года вышел дебютный альбом Against the Grain, который достиг 32-го места в Top Heatseekers, а первый сингл с альбома, «Seasons», достиг #10 в Hot Mainstream Rock Tracks, #16 в Rock Songs и #30 в чарте Alternative Songs. «Seasons» так же стал главной темой WWE Backlash 2009 и «Питтсбург Пингвинз».
С июля по сентябрь 2009 года группа сопровождала Sick Puppies и Hurt в турне по США.

## Дискография

### Студийные альбомы
- 2006 — Time to Break the Spell — под псевдонимом «The Veer»
- 2009 — Against the Grain
- 2012 — Divide the Blackened Sky
- 2016 — Decade
- 2018 — Decade II:Rock & Acoustic
- 2018 — Decade III: Demos & Rarities
- 2019 — Covers Collection, Vol. 1

### Синглы
| Год  | Название             | U.S. Main. Rock | U.S. Alt. | U.S. Rock | Альбом            |
| ---- | -------------------- | --------------- | --------- | --------- | ----------------- |
| 2009 | «Seasons»            | 10              | 30        | 16        | Against the Grain |
| 2009 | «Youth of Yesterday» | 23              | —         | 49        | Against the Grain |
| 2010 | «Darker Side of Me»  | 27              | —         | —         | Against the Grain |

## Состав
- Crispin Earl — вокал
- Eric Schraeder — ритм-гитара, вокал
- James Fiddler — лид-гитара, бэк-вокал
- Marc Roots — бас-гитара
- Neil Beaton — ударные